# Snow (rzeka)

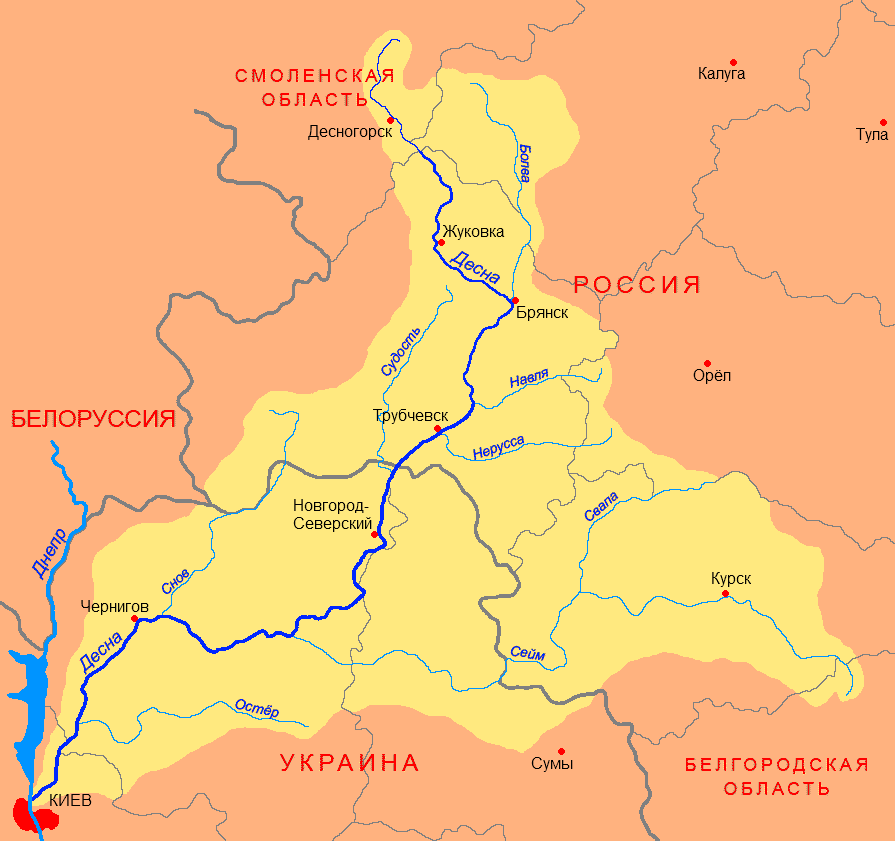
Dorzecze Desny

Snow (ros. i ukr. Снов) – rzeka na Ukrainie, i w Rosji prawy dopływ Desny.
Rzeka płynie przez Polesie, długość rzeki wynosi 210 wiorst (224 km), powierzchnia dorzecza – 8705 km².